# Grant Jackson (baseball)
Pour les articles homonymes, voir Grant Jackson et Jackson.
Grant Dwight Jackson (né le 28 septembre 1942 à Fostoria, Ohio, États-Unis et mort le 2 février 2021) est un ancien lanceur gaucher de la Ligue majeure de baseball.
Joueur de 6 équipes différentes de 1965 à 1982, Grant Jackson participe trois fois à la Série mondiale : après des présences dans des causes perdantes avec les Orioles de Baltimore en 1971 et les Yankees de New York en 1976, il fait partie de l'équipe des Pirates de Pittsburgh championne de la Série mondiale 1979, et est d'ailleurs le lanceur gagnant du 7e et dernier match de cette finale. Il est lanceur de relève pendant presque toute sa carrière, sauf deux saisons comme lanceur partant, dont l'une lui vaut en 1969 avec les Phillies de Philadelphie sa seule invitation au match des étoiles.

## Carrière de joueur
Ancien joueur des Falcons de l'université d'État de Bowling Green, Grant Jackson signe son premier contrat professionnel en 1961 avec les Phillies de Philadelphie. Il fait ses débuts avec ce club en septembre 1965 et y évolue jusqu'en 1970. Il porte ensuite les couleurs des Orioles de Baltimore de 1971 à 1976, des Yankees de New York en 1976, des Pirates de Pittsburgh de 1977 à 1981, des Expos de Montréal en 1981, des Royals de Kansas City en 1982, puis à nouveau des Pirates pour un unique match, son dernier dans les majeures, en 1982.
Grant Jackson est apparu dans 692 matchs dans le baseball majeur, 83 d'entre eux comme lanceur partant et le reste comme lanceur de relève. Dans la rotation de partants des Phillies de Philadelphie en 1969, il abat une somme de travail considérable en lançant 253 manches en 38 matchs, dont 35 départs, et maintient une moyenne de points mérités de 3,34. Il remporte 14 victoires malgré 18 défaites pour un club, parmi les pires de la ligue, qui perd 99 matchs cette année-là. Jackson réussit 13 matchs complets, dont 4 blanchissages en 1969 et décroche à la mi-saison sa seule sélection au sein de l'équipe d'étoiles de la Ligue nationale, mais n'a pas la chance d'entrer en jeu dans le match des étoiles. Après avoir amorcé 23 de ses 32 parties jouées en 1970, il retrouve le rôle de releveur qui sera le sien pour le reste de sa carrière.
En 18 saisons, Jackson a maintenu une moyenne de points mérités de 3,46 en 1 358 manches et deux tiers lancées, avec 889 retraits sur des prises. Il compte 86 victoires, 75 défaites, a réalisé 79 sauvetages en relève, lancé 16 matchs complets dont 5 blanchissages comme partant.
Il s'illustre particulièrement en séries éliminatoires avec une moyenne de points mérités de seulement 2,55 en 17 manches et deux tiers lancées au total en 13 apparitions, toutes comme releveur. Il lance deux tiers de manche et n'accorde qu'un but-sur-balles dans la Série mondiale 1971 que son club, Baltimore, perd contre Pittsburgh. Il lance pour les Orioles dans les Séries de championnat de la Ligue américaine en 1973 et 1974, remportant une victoire contre Oakland lors du premier de ces deux affrontements. Ses moments les plus difficiles en éliminatoires surviennent en 1976 lorsqu'il alloue 5 points mérités en 7 manches lancées pour les Yankees de New York, incluant un match joué dans la Série mondiale 1976. Trois automnes plus tard, Jackson est membre d'une équipe championne pour la seule fois de sa carrière lorsque les Pirates de Pittsburgh gagnent la Série mondiale 1979. Il enregistre une victoire après avoir blanchi en deux manches les Reds de Cincinnati dans une Série de championnat où il fait deux voyages au monticule. Les Pirates l'utilisent 4 fois dans la grande finale contre Baltimore et il n'accorde aucun point sur un seul coup sûr en 4 manches et deux tiers lancées au total. Dans le 7e et dernier match de la finale, il entre dans le match en 5e manche avec son club en retard 0-1. Pittsburgh prend les devants 2-1 en 6e et Jackson, qui blanchit les Orioles et enregistre 8 retraits au total, est le lanceur gagnant de cet affrontement ultime lorsqu'il protège la mince avance jusqu'à ce Kent Tekulve le relève et complète le sauvetage.

### Transactions
Grant Jackson est à plusieurs reprises impliqués dans des transactions qui provoquent son transfert à une autre équipe. Le 16 décembre 1970, les Phillies de Philadelphie l'échangent aux Orioles de Baltimore avec les joueurs réservistes Jim Hutto et Sam Parilla, en retour du voltigeur Roger Freed.
Le 15 juin 1976, le joueur des Orioles est impliqué dans un échange majeur qui l'envoie chez les Yankees de New York. Baltimore transfère à cette occasion Jackson, les lanceurs gauchers Ken Holtzman et Jimmy Freeman, le droitier Doyle Alexander et le receveur Elrod Hendricks, pour recevoir de New York le receveur Rick Dempsey, les lanceurs gauchers Tippy Martinez, Rudy May et Scott McGregor ainsi que le lanceur droitier Dave Pagan. Ce transfert de 10 joueurs entre deux rivaux de la division Est, survenu lors d'une journée limite des échanges riche en transactions, est profitable aux deux clubs : les Yankees mettent trois mois plus tard à 11 années sans présence en éliminatoires - leur plus longue séquence du genre depuis 1921 - pour remporter le titre de la Ligue américaine en 1976, tandis qu'il met la table pour une décennie de succès à Baltimore, trois des joueurs acquis (Dempsey, Martinez et McGregor) faisant partie des formations des Orioles gagnantes du titre de la Ligue américaine en 1979 et de la Série mondiale 1983.
Grant Jackson est le 5 novembre 1976 le 6e joueur réclamé par les Mariners de Seattle (et 11e au total) au repêchage d'expansion de 1976, après avoir été laissé sans protection par les Yankees. Cette procédure visait à former l'effectif des Mariners, une franchise débutant en Ligue américaine en 1977. Jackson n'a toutefois pas l'occasion de disputer la saison inaugurale des Mariners puisque, avant le début de celle-ci, ils l'envoient aux Pirates de Pittsburgh le 7 décembre 1976 en échange de Craig Reynolds et Jimmy Sexton, deux joueurs d'arrêt-court.
Les Expos de Montréal achètent pour 50 000 le contrat de Jackson des Pirates le 1er septembre 1981, pour ensuite l'échanger le 14 janvier 1982 aux Royals de Kansas City contre Ken Phelps, un joueur de premier but jouant alors en ligues mineures.

## Carrière d'entraîneur
En 1983 et 1984, Grant Jackson est instructeur des lanceurs de relève des Pirates de Pittsburgh. Il est la première personne à occuper ce poste nouvellement créé chez les Pirates. Engagé pour, entre autres, aider l'instructeur des lanceurs Harvey Haddix, il lui succède à ce poste pour la saison 1985 mais est remplacé par Ron Schueler.
Quittant Pittsburgh après la saison 1986, Jackson est en 1987 instructeur des lanceurs des Admirals de Daytona Beach, un club-école des White Sox de Chicago dans la Ligue de l'État de Floride. Il est ensuite instructeur des lanceurs chez les Cubs de Pittsfield (Eastern League, club AA affilié aux Cubs de Chicago) en 1988, les Knights de Charlotte (Southern League, club AA affilié aux Cubs de Chicago) en 1989, et les Cubs de l'Iowa (Association américaine, club AAA affilié aux Cubs de Chicago) en 1990 et 1991.
En 1993, il est instructeur des lanceurs chez les Lookouts de Chattanooga, un club-école des Reds de Cincinnati, puis des Diamondbacks de Chandler de la Ligue d'automne d'Arizona. Il revient dans les majeures comme instructeur de l'enclos de relève des Reds de Cincinnati en 1994 et 1995,  avant d'accepter un autre poste dans l'organisation.
Passant 6 ans dans l'organisation des Reds, Jackson est, entre autres, instructeur des lanceurs chez les Indians d'Indianapolis (Ligue internationale, club AAA affilié aux Reds de Cincinnati) en 1998 et les RiverBats de Louisville (Ligue internationale, club AAA affilié aux Reds de Cincinnati) en 2001.
En 1999, Jackson est instructeur des lanceurs des Cangrejeros de Santurce de la LBPPR à Porto Rico mais est, malgré les bonnes performances des lanceurs de l'équipe, congédié en raison d'un apparent conflit de personnalité avec le directeur-gérant Hector Otero, ce qui mène en retour à la démission, en guise de protestation, du gérant du club, Ken Griffey, Sr..
En 2002, il est instructeur des lanceurs des Red Wings de Rochester en Ligue internationale , alors club-école AAA des Orioles de Baltimore.